# 유신 (프로게이머)
유신(본명: 곽유신, 1999년 11월 30일 ~ )은 대한민국의 리그 오브 레전드 프로게이머로 아이디는 Yusin이다. 포지션은 서포터이다.

## 선수 생활
2019년 8월 KeG 인천 소속으로 대통령배 아마추어 e스포츠 대회에 출전하였다.
2020년 3월 그리핀에 입단하였다. 2020년 6월 8일, 그리핀의 1군팀으로 승격되었다. 서머 시즌 그리핀의 주전 서포터로 활동했다.
2021시즌을 앞두고 농심 레드포스의 2군팀에 합류했다. 2021시즌 종료 후 팀에서 퇴단했다.

## 소속팀
| # | 팀명          | 소속 기간             | 소속 리그 | 비고 |
| - | ------------- | --------------------- | --------- | ---- |
| 1 | 그리핀        | 2020.06.08~2020.11.17 | CK        |      |
| 2 | 농심 레드포스 | 2021.01.11~2021.11.15 | LCK       |      |